# Carcelia longimana
Carcelia longimana är en tvåvingeart som först beskrevs av Mensil 1953.  Carcelia longimana ingår i släktet Carcelia och familjen parasitflugor. Inga underarter finns listade i Catalogue of Life.